# International Astronautical Federation
International Astronautical Federation (forkortet IAF) er en international NGO og er bl.a. med til at afholde det årlige International Astronautical Congress
Organisationen blev grundlagt i 1951 og tæller i dag 162 medlemmer fra 45 forskellige lande. Man samarbejder meget med de Forenede Nationer omkring spørgsmål vedrørende rumfart.
Dansk Selskab for Rumfartsforskning er medlem af IAF.

## Ekstern henvisning
- Hjemmeside Arkiveret 21. november 2018 hos  Wayback Machine

| Rumfart | Spire Denne artikel om rumfart er en spire som bør udbygges. Du er velkommen til at hjælpe Wikipedia ved at udvide den. |